# Roshel Senator
Senator — канадський бронеавтомобіль, що з 2019 року виготовляється компанією Roshel Defense Solutions. Машину збудовано на шасі Ford F-550

## Опис
Машина має броньовані сталевий кузов та скло, здатні витримувати постріли зі зброї 50-го калібру[уточнити]. Senator також має вибухозахищений кузов, тому він може витримати підрив гранати чи міни. Шини автомобілів мають систему runflat із підкачуванням на ходу.
Автомобіль обладнаний системою захисту від зброї масового ураження, яка може фільтрувати хімічні, біологічні та радіоактивні речовини, генеруючи чисте повітря всередині герметичної кабіни.
На даху бойового відділення може бути встановлені різні бойові модулі, в які може бути встановлено:
- 7,62-мм кулемет;
- 12,7-мм кулемет;
- 40-мм автоматичний гранатомет.

### Силова установка і ходова частина
Бронеавтомобіль оснащується двигуном Ford 6,7 TD V8 потужністю 400 к.с. при 2800 об/хв, крутним моментом 1085 Нм при 1600 об/хв.
Шини 335/85 R20 або 12,5 R20 оснащені кулестійкими вставками «Hutchinson runflat system»[джерело?].

## Варіанти
- Senator APC — базовий варіант, бронетранспортер[3].
- Senator ERV — машина для оперативного реагування на надзвичайні ситуації[4].
- Senator MRAP — машина типу MRAP, розроблена за досвідом застосування в російсько-українській війні та представлена наприкінці травня 2023 року. За захистом відповідає STANAG 4569 рівня 2a/2b[5][6].

## Бойове застосування

### Російсько-українська війна
Бронеавтомобіль активно використовується ДПСУ. Під час служби в Силах оборони України машину було кілька разів модифіковано за досвідом застосування. Зокрема, було встановлено двигун, менш вибагливий до якості пального, встановлено електричну лебідку, посилено бронювання, замінено лави на сидіння без контакту з дном та зроблено ряд покращень ергономіки.

## Країни-оператори

Мапа операторів Roshel Senator

- Боснія і Герцеговина — у січні 2023 року було оголошено про придбання чотирьох машин на потреби поліції[5].
- Казахстан —  невідома кількість[9].
- Канада — невідома кількість[5].
- США — невідома кількість[5].
- Україна — 1700 од.[10].

### Україна
Про передачу 8 машин було оголошено в травні 2022 року, вперше вони помічені в Україні в травні того ж року.
 
В січні 2023 міністр оборони Канади Аніта Ананд оголосила про майбутню передачу ще 200 одиниць.
 
За даними компанії-виробника, станом на кінець травня 2023 Україна отримала близько 500 машин.

21.12.2023 стало відомо, що компанія Roshel передала Україні 1000-й бронеавтомобіль Senator..
13.09.2024 стало відомо, що компанія Roshel вже на сьогодні передала Україні  1400 бронеавтомобілів Senator.[11]

### Відео
- Roshel Senator All-Terrain Tactical Vehicle [Архівовано 27 липня 2019 у Wayback Machine.] (рос.)